# Rands sluiptimalia
Rands sluiptimalia (Robsonius rabori synoniem: Napothera rabori) is een zangvogel uit de familie Locustellidae die alleen voorkomt op het eiland Luzon in de Filipijnen. De vogel werd op 12 mei 1959 door de heer D.S. Rabor in het noorden van het eiland Luzon verzameld en in 1960 door Austin L. Rand beschreven en vernoemd naar Rabor.

## Kenmerken
Rands sluiptimalia is een grote timalia met lange poten en een lange staart. De vogel is 20–22 cm lang en weegt 48 g. De mannetjes en vrouwtjes lijken sterk op elkaar. Het "gezicht" is kastanjebruin. Rands sluiptimalia is een erg schuwe vogel.
Van deze soort zijn in 2013 twee soorten afgesplitst, die eerst als ondersoorten werden beschouwd.

## Voortplanting
Er is weinig bekend over de voortplanting van deze soort in het wild. Er zijn net uitgevlogen jongen gezien in de maanden maart, april, mei en augustus.

## Verspreiding en leefgebied
Rands sluiptimalia is aangetroffen in het noorden en midden het eiland Luzon in de Cordillera Central. De vogel leeft dicht op de bodem van primair en secundair regenbos tot op een hoogte van minstens 1000 meter boven zeeniveau.

## Status
Rands sluiptimalia is schijnbaar zeer zeldzaam, maar dat komt mogelijk door de onopvallende leefwijze. De soort heeft echter een beperkt verspreidingsgebied dat door houtkap wordt verkleind. De grootte van de populatie is niet bekend. In 2017 vermoedde BirdLife International dat er minder dan 10.000 volwassen individuen zijn. Om deze redenen staat deze soort voorlopig als gevoelig op de Rode Lijst van de IUCN.